# Twice-Told Tales
Twice-Told Tales (Cuentos contados dos veces) es una colección de cuentos en dos volúmenes de Nathaniel Hawthorne. El primer volumen se publicó en la primavera de 1837 y el segundo en 1842. Todas las historias habían sido publicadas previamente en revistas y anuarios, de ahí el nombre.

## Publicación
Su amigo Horatio Bridge animó a Hawthorne a recopilar estas historias previamente anónimas; Bridge ofreció 250 dólares para cubrir el riesgo de la publicación, muchos de ellos habían sido publicados en The Token, editado por Samuel Griswold Goodrich. Cuando las obras se hicieron populares, Bridge reveló a Hawthorne como el autor en una reseña que publicó en el Boston Post.
El título Cuentos contados dos veces se basó en una frase de El rey Juan de William Shakespeare (acto 3, escena 4): "La vida es tan tediosa como un cuento contado dos veces, / Molesta el oído sordo de un hombre somnoliento". La cita a la que se hace referencia también puede ser la forma en que Hawthorne reconoce la creencia de que muchas de sus historias eran recuentos irónicos de tropos familiares. El título también alude a las últimas cuatro líneas del Libro XII de la Odisea de Homero. En la traducción de Alexander Pope, Odiseo termina contando la historia de sus viajes a la reina Arête, al rey Alkinoös y a la corte de Faiakia: 

My following fates to thee, O king, are known,

And the bright partner of thy royal throne.

Enough: in misery can words avail?

And what so tedious as a twice-told tale?

El libro fue publicado por la American Stationers' Company el 6 de marzo de 1837; su precio de cobertura era de 1 dólar. Hawthorne contó con la ayuda de Elizabeth Peabody en la promoción del libro. Envió copias de la colección a William Wordsworth y a Horace Mann, con la esperanza de que Mann pudiera conseguirle a Hawthorne un trabajo escribiendo cuentos para escolares. Después de la publicación, Hawthorne le pidió a un amigo que consultara en la librería local para ver cómo se vendía. Después de notar que no se habían cubierto los gastos iniciales de publicación, se quejó: "Seguramente el libro estaba lo suficientemente inflado como para alcanzar la venta. ¿Qué diablos te pasa?"  En junio, se vendieron entre 600 y 700 copias, pero el pánico de 1837 detuvo las ventas y el editor cerró su negocio al cabo de un año.
El 11 de octubre de 1841, Hawthorne firmó un contrato con el editor James Munroe para publicar una edición en dos volúmenes de Twice-Told Tales con 21 obras más que la edición anterior. En diciembre de ese año se publicaron 1.000 ejemplares con un precio de venta de 2,25 dólares; A Hawthorne se le pagó el 10 por ciento por copia. Dado que Hawthorne se quejó de que todavía tenía problemas económicos, el editor John L. O'Sullivan le sugirió volver a comprar copias no vendidas de Twice-Told Tales para poder reeditarlas a través de un editor diferente. En el momento de esta sugerencia, 1844, había 600 copias del libro sin vender. Hawthorne se lamentó: "Ojalá el cielo me hiciera lo suficientemente rico como para comprar las copias con el fin de quemarlas".
Después del éxito de La letra escarlata en 1850, Cuentos contados dos veces se reeditó con la ayuda del editor James T. Fields. En un nuevo prefacio, Hawthorne escribió que las historias "pueden ser comprendidas y sentidas por cualquiera que se tome la molestia de leerlas y tome el libro de buen humor".

## Contenido
| Volumen I - Preface (1851) - The Gray Champion (1835) - Sunday at Home (1837) - The Wedding-Knell (1836) - The Minister's Black Veil (1836) - The May-Pole of Merry Mount (1836) - The Gentle Boy (1832) - Mr. Higginbotham's Catastrophe (1834) - Little Annie's Ramble (1835) - Wakefield (1835) - A Rill from the Town-Pump (1835) - The Great Carbuncle (1837)]] - The Prophetic Pictures (1837) - David Swan (1837) - Sights from a Steeple (1831) - The Hollow of the Three Hills (1830) - The Toll-Gatherer's Day (1837) - The Vision of the Fountain (1835) - Fancy's Show Box (1837) - Dr. Heidegger's Experiment (1837) | Volumen II - Legends of the Province House: - I. Howe's Masquerade (1838) - II. Edward Randolph's Portrait (1838) - III. Lady Eleanore's Mantle (1838) - IV. Old Esther Dudley (1839) - The Haunted Mind, (1835) - The Village Uncle (1835) - The Ambitious Guest (1835) - The Sister Years (1835) - Snow-Flakes (1838) - The Seven Vagabonds (1833) - The White Old Maid (1835) - Peter Goldthwaite's Treasure (1838) - Chippings with a Chisel (1838) - The Shaker Bridal (1838) - Night Sketches (1838) - Endicott and the Red Cross (1838) - The Lily's Quest (1839) - Foot-prints on the Sea-shore (1838) - Edward Fane's Rosebud (1837) - The Threefold Destiny (1838) |

## Respuesta crítica
Aproximadamente una semana después de la publicación del libro, Hawthorne envió una copia al poeta Henry Wadsworth Longfellow, su compañero de clase en Bowdoin College. Longfellow había pronunciado un discurso al comienzo pidiendo contribuciones notables a la literatura estadounidense. En ese momento, Longfellow estaba trabajando en la Universidad de Harvard y se estaba haciendo popular como poeta. Hawthorne le escribió: "Es cierto que no nos conocíamos tan bien en la universidad como para poder alegar un derecho absoluto a infligirte mi tedio 'dos veces'; pero a menudo he lamentado que no fuéramos más conocidos. " En su crítica de 14 páginas publicada en la edición de abril de la North American Review, Longfellow elogió el libro como una obra de genio. "A este librito", escribió Longfellow, "le diríamos: 'Vive siempre, dulce, dulce libro'. Viene de la mano de un hombre genial."  Para su reseña de la segunda edición, Longfellow señaló que la escritura de Hawthorne "se caracteriza por una gran proporción de elementos femeninos, profundidad y ternura de sentimiento, que excede la pureza mental". Se refirió a "The Gentle Boy" de la colección como "en general, lo mejor que jamás haya escrito". Los dos autores acabarían forjando una fuerte amistad.
En general, las críticas fueron positivas. Park Benjamin afirmó que el autor era "una rosa bautizada en rocío". Para el Boston Quarterly Review, Orestes Brownson señaló los escritos de Hawthorne como "una corriente pura y viva de pensamiento y sentimiento varonil, que caracteriza siempre al verdadero hombre, al cristiano, al republicano y al patriota". Después de leer Cuentos contados dos veces, Herman Melville le escribió a Evert Augustus Duyckinck que las historias no eran lo suficientemente sustanciales. "Sus significados más profundos son dignos de un brahmán. Aún así, algo falta: mucho le falta a la torpe esfericidad del hombre. ¿Qué es eso? No es condescendiente con el carnicero; necesita rosbif, poco hecho."  Edgar Allan Poe escribió una conocida reseña en dos partes de la segunda edición de Twice-Told Tales, publicada en los números de abril y mayo de 1842 de Graham's Magazine. Poe elogió particularmente la originalidad de Hawthorne como "notable". No obstante, criticó la dependencia de Hawthorne de la alegoría y la didáctica, algo que llamó una "herejía" de la literatura estadounidense. Sin embargo, elogió el uso de cuentos (Poe también era un escritor de cuentos) y dijo que "captan la atención" del lector. Poe admitió: "El estilo de Hawthorne es la pureza misma. Su tono es singularmente efectivo: salvaje, quejumbroso, reflexivo y en total concordancia con sus temas." Concluyó que "lo consideramos uno de los pocos hombres de genio indiscutible que nuestro país ha dado a luz hasta ahora".
Más tarde, el Grolier Club nombró a Twice-Told Tales el libro más influyente de 1837.

## Adaptaciones
- En 1963, United Artists lanzó una trilogía de terror titulada Twice-Told Tales, con contenido adaptado muy libremente de tres historias de Hawthorne: "El experimento del Dr. Heidegger", que en realidad era uno de los "Cuentos contados dos veces"; la novela de Hawthorne La casa de los siete tejados, y otro cuento, "La hija de Rappaccini". La película se considera una especie de clásico en el campo del terror de Hollywood de bajo presupuesto, con Vincent Price, Sebastian Cabot y Beverly Garland actuando.
- La película Wakefield de 2016 es una adaptación moderna de la historia del mismo nombre.[24]